# Leptura anthracina
Leptura anthracina là một loài bọ cánh cứng trong họ Cerambycidae.